# Eros woodlarkiana
Eros woodlarkiana is een keversoort uit de familie netschildkevers (Lycidae). De wetenschappelijke naam van de soort werd in 1855 gepubliceerd door Xavier Montrouzier.